# Dahira falcata

| image = Dahira falcata MHNT CUT 2010 0 504 Fraser's Hill, Kualalumpur, Malaisie, male dorsal.jpg
| image_caption=Dahira falcata ♂  
| image2 = Dahira falcata MHNT CUT 2010 0 504 Fraser's Hill, Kualalumpur, Malaisie, male ventral.jpg
| image2_caption=Dahira falcata ♂ △
Dahira falcata (voorheen geplaatst in het geslacht Gehlenia) is een vlinder uit de familie van de pijlstaarten (Sphingidae). De wetenschappelijke naam van de soort werd in 1963 gepubliceerd door Hayes.